# 雄山街道
雄山街道，是中华人民共和国贵州省毕节市威宁彝族回族苗族自治县下辖的一个街道办事处。
2019年8月8日，设置雄山街道，辖原五里岗街道的平山社区、寒洞社区、白岩社区、中塘社区。

## 行政区划
雄山街道下辖以下地区：
平山社区、寒洞社区、白岩社区、中塘社区。